# Champ de mars (Francs)
Pour les articles homonymes, voir Champ de mai.
 (novembre 2014).
Champ de mars puis Champ de mai sont les noms donnés aux grandes assemblées de guerriers à la suite de l'établissement du royaume des Francs en Gaule à la fin du Ve siècle et au début du VIe siècle. On les nommait ainsi car elles se tinrent soit en mars (sous les Mérovingiens, lorsque les Francs étaient principalement des fantassins), soit en mai (après 755, sous les Carolingiens), car il fallait pouvoir ravitailler en fourrage frais les chevaux de la cavalerie franque.
En latin, on les appelait placita (plaids) ; les Francs leur donnaient le nom de mais. Ces assemblées avaient un double caractère : elles étaient tantôt des revues militaires ou des réunions solennelles dans lesquelles tous les hommes libres venaient rendre hommage au chef suprême des Francs, et lui apporter leurs dons annuels ; tantôt des réunions plus actives où le souverain convoquait soit les leudes et les guerriers pour les consulter sur quelque expédition militaire, soit les évêques pour régler leurs différends avec la royauté, ou pour prendre leurs conseils sur la direction des affaires de l'État. Ces assemblées, tenues irrégulièrement sous les Mérovingiens, devinrent beaucoup plus fréquentes sous les premiers Carolingiens ; mais après Charles II le Chauve, toute trace de cette institution disparaît.